# Grup 11 de la RAF
El Grup 11 de la RAF va ser un grup de la Royal Air Force durant diversos períodes del segle xx, sent finalment dissolt el 1996. El seu servei més famós va ser durant el 1940 quan defensà Londres i el sud-est d'Anglaterra contra els atacs de la Luftwaffe durant la batalla d'Anglaterra.

## Història

### Primera Guerra Mundial
L'11è Grup va formar-se l'1 d'abril de 1918 a l'Àrea 2 com a Grup 11 (Equipament), i va ser traslladat a l'Àrea Sud-oest el 8 de maig. Finalment, només una setmana després, el 17 de maig de 1918 l'11è Grup va ser dissolt.

### Anys d'entreguerres
La següent encarnació del Grup va ser aquell mateix any, quan es formà a l'Àrea Nord-oest el 22 d'agost. El 6 de febrer de 1920, el Capità de Grup I M Bonham-Carter en va prendre el comandament. Tres mesos després, al maig de 1920, l'11è Grup va ser reduït a l'11a Ala.
L'1 de maig de 1936 va ser reformat com 11è Grup (Caces) en canviar-li el nom a Àrea de Caces. El 14 de juliol de 1936, 11a Grup esdevingué el primer grup format del Comandament de Caces, amb la responsabilitat de la defensa aèria del sud d'Anglaterra, incloent Londres.

### Segona Guerra Mundial

Mapa d'Anglaterra amb les zones que ocupaven els diferents Grups

L'11è Grup va ser organitzat usant el sistema Dowding de control de caces. El Quarter General del Grup estava a Hillingdon House, a RAF Uxbridge. La sala d'operacions del Grup estava soterrada en el que actualment es coneix com el Búnquer Batalla d'Anglaterra. Els comandaments passaren als aeròdroms del sector, cadascun dels quals estava a càrrec de diversos aeròdroms i esquadrons de caces. Els aeròdroms del sector eren:
- Sector A: 
  - RAF Tangmere (Sector HQ)
  - RAF Westhampnett
- Sector B: 
  - RAF Kenley (Sector HQ)
  - RAF Redhill
- Sector C: 
  - RAF Biggin Hill (Sector HQ)
  - RAF Hawkinge
- Sector D: 
  - RAF Hornchurch (Sector HQ)
  - RAF Rochford
  - RAF Manston
- Sector E: 
  - RAF North Weald (Sector HQ)
  - RAF Stapleford Tawney
- Sector F: 
  - RAF Debden (Sector HQ)
  - RAF Wimbish
- Sector Y: 
  - RAF Middle Wallop (Sector HQ)
  - RAF Odiham
- Sector Z: 
  - RAF Northolt (Sector HQ)
  - RAF Hendon

El període més famós de l'11è Grup va ser durant la batalla d'Anglaterra quan, a causa de la seva posició, va haver de fer front a la major part de l'assalt aeri alemany. Els pilots destinats a l'11è Grup sabien que serien enviats al combat, mentre que els pilots i esquadrons enviats a altres grups sabien que tindrien un deure comparativament més segur.
Durant la Batalla d'Anglaterra, l'11è Grup va estar comandat pel Vicemariscal de l'Aire neozelandès Keith Park. Si bé va rebre un suport absolut dels comandants dels Grups 10è (VAM Sir Quintin Brand) i 13è (VAM Richard Saul, va rebre un suport insuficient del comandant del 12è Grup, el Vicemariscal de l'Aire Trafford Leigh-Mallory, que ambicionava el comandament de l'11è Grup i usà la controvèrsia de la Gran Ala per criticar les tàctiques de Park. La manca de suport per part de Leigh-Mallory va comprometre les defenses d'Anglaterra en un moment crític i la controvèrsia que seguí causà problemes per a Park. Quan acabà la Batalla d'Anglaterra, Leigh-Mallory, actuant conjuntament amb el Mariscal de l'Aire Sholto Douglas, conspirà perquè Park fos rellevat del seu càrrec, conjuntament amb el comandant en cap del Comandament de Caces, el Mariscal en Cap de l'Aire Hugh Dowding. Leigh-Mallory va ser nomenat comandant de l'11è Grup.

### Post-guerra
Després de la guerra, el Grup 11 continuà sent una formació clau del Comandament de Caces. Al desembre de 1951 estava format per dos sectors: el Meridional i el Metropolità. El Sector Meridional tenia els esquadrons 1r, 29è i 22è a RAF Tangmere, i els esquadrons 54 i 247 a RAF Odiham. El Sector Metropolità tenia el 25è Esquadró a RAF West Malling, els esquadrons 41 i 253 a RAF Biggin Hill, els esquadrons 56, 87 i 63 a RAF Waterbeach, el 64 i el 65 a Duxford, el 72 a North Weald, el 85 i el 145 a West Malling amb Meteor NF.11s; i el 257 i el 263 a Wattisham.
Però el 1960 va haver una racionalització del Comandament de Caces, i el Grup 11 va ser dissolt el 31 de desembre de 1960. Però l'1 de gener de 1961, un dia després, el Grup 13 passà a denominar-se Grup 11. L'1 d'abril de 1963 el Grup passà a anomenar-se "Sector 11 (Nord)" (No. 11 (Northern) Sector). Aquesta encarnació acabà quan el Comandament de Caces va ser absorbit pel nou Comandament d'Atac l'1 d'abril de 1968. El Quarter General del Grup es traslladà a RAF Bentley Priory, al nord-oest de Londres, responsabilitzant-se de la defensa aèria regional del Regne Unit (UK ADR). En termes aeronàutics, el English Electric Lightning entrà en servei el 1960, i el the McDonnell Douglas F-4 Phantom II el 1963, al 43è Esquadró a RAF Leuchars.
El grup passà a denominar-se Grup 11 (Defensa Aèria) (No. 11 (Air Defence) Group) el gener de 1986. A inicis de la dècada de 1990, la línia de front de la força consistia en els esquadrons 56 i 74 volant Phantoms des de RAF Wattisham, els esquadrons 5 i 29è operant Panavia Tornados des de RAF Coningsby, els esquadrons 11 i 23 i 25 operant Panavia Tornados des de RAF Leeming, i els esquadrons 43 i 111è des de RAF Leuchars. El 8è esquadró operà E- Sentry AEW des de RAF Waddington. Els esquadrons 5 i 11 van ser les darreres unitats que operaren els English Electric Lightning des de RAF Binbrook fins a 1988. Els 25è i el 85è havien estat operant míssils terra-aire Bristol Bloodhound, però van ser equipats amb Tornados i dissolts, respectivament, el 1989 i el 1991. l'ala Wattisham Phantom va ser dissolta ràpidament després del final de la Guerra Freda. Finalment, el 23è Esquadró va ser dissolt al març de 1994.
El Grup 11 continuà fins al 1996, quan l'1 d'abril va ser unit amb el Grup 18 per formar el Grup 11/18. El Vicemariscal de l'Aire Anthony Bagnall va ser el darrere comandant del grup.

## Comandants
entre 1936 i 1963

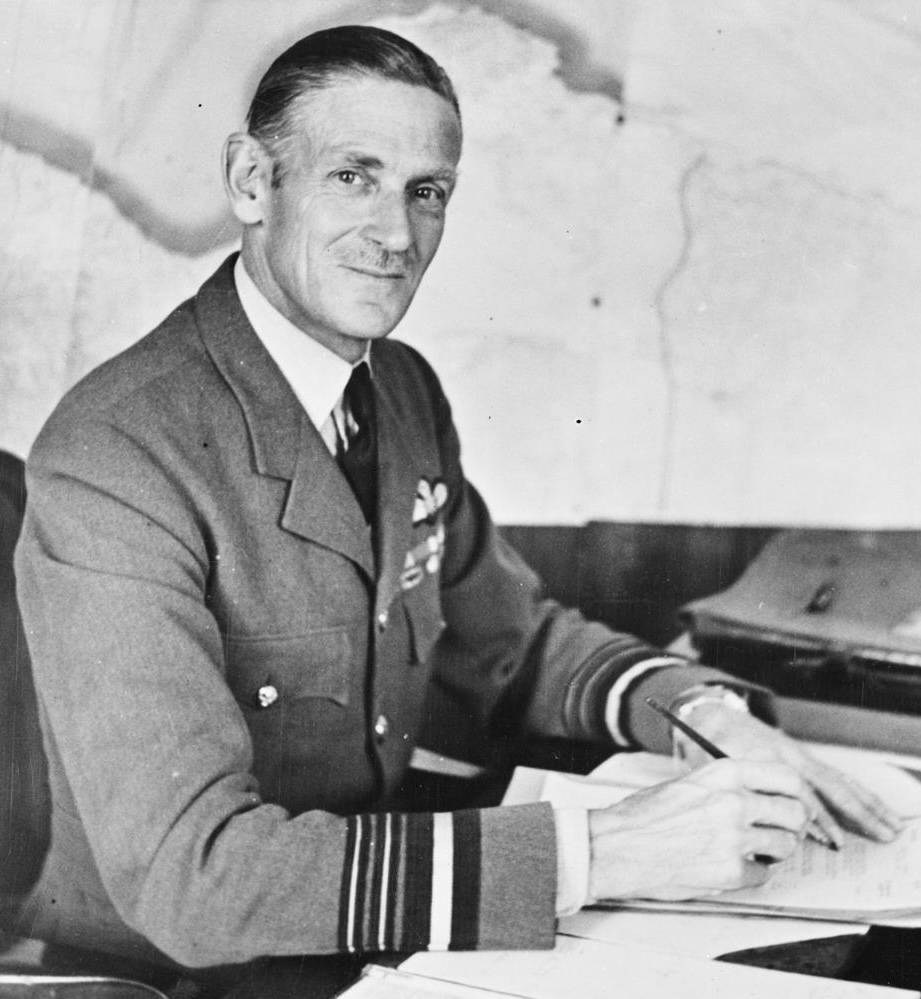
VAM Sir Keith Park

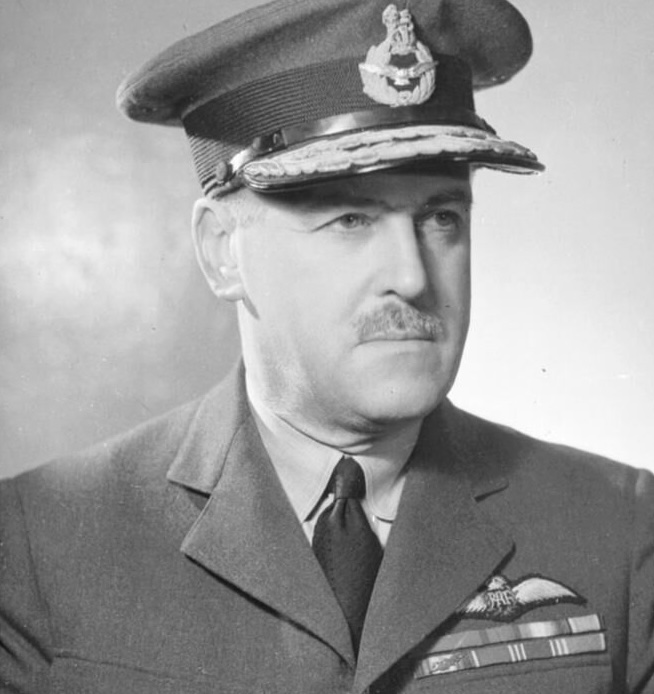
VAM Sir Trafford Leigh-Mallory

- 14 de juliol de 1936 - Vicemariscal de l'Aire P B Joubert de la Ferté
- 7 de setembre de 1936 - Vicemariscal de l'Aire E L Gossage
- Gener de 1940 - Vicemariscal de l'Aire W L Welsh
- 20 d'abril de 1940 - Vicemariscal de l'Aire K R Park
- 18 de desembre de 1940 - Vicemariscal de l'Aire T L Leigh-Mallory
- 28 de novembre de 1942 - Vicemariscal de l'Aire H W L Saunders
- 1 de novembre de 1944 - Vicemariscal de l'Aire J B Cole-Hamilton
- 20 de juliol de 1945 - Vicemariscal de l'Aire D A Boyle
- 24 d'abril de 1946 - Vicemariscal de l'Aire S D Macdonald
- 1 de juny de 1948 - Vicemariscal de l'Aire S F Vincent
- 9 de gener de 1950 - Vicemariscal de l'Aire T G Pike
- 5 de juliol de 1951 - Vicemariscal de l'Aire The Earl of Bandon
- 1 de novembre de 1953 - Vicemariscal de l'Aire H L Patch
- 16 de gener de 1956 - Vicemariscal de l'Aire V S Bowling
- 12 de gener de 1959 - Vicemariscal de l'Aire A Foord-Kelcey
- 1 de gener de 1961 - Vicemariscal de l'Aire H J Maguire
- 13 de gener de 1962 - Vicemariscal de l'Aire G T B Clayton

entre 1968 i 1996
- 30 d'abril de 1968 - Vicemariscal de l'Aire R I Jones
- 2 de febrer de 1970 - Vicemariscal de l'Aire I G Broom
- 6 de desembre de 1972 - Vicemariscal de l'Aire R W G Freer
- 15 de març de 1975 - Vicemariscal de l'Aire W Harbison
- 14 de març de 1977 - Vicemariscal de l'Aire D P Hall
- 3 de setembre de 1977 - Vicemariscal de l'Aire P A Latham
- 7 de gener de 1981 - Vicemariscal de l'Aire P R Harding
- 11 d'agost de 1982 - Vicemariscal de l'Aire K W Hayr
- 1 d'agost de 1985 - Vicemariscal de l'Aire M J D Stear
- 17 de març de 1989 - Vicemariscal de l'Aire W J Wratten
- 16 de setembre de 1991 - Vicemariscal de l'Aire D Allison
- 15 de juliol de 1994 - Vicemariscal de l'Aire A J C Bagnall